# Боботово Гробље
Боботово Гробље је насељено мјесто у мјесној заједница Голија, општини Никшић, Република Црна Гора. Према попису из 2003. било је 74 становника (према попису из 1991. било је 84 становника).

## Историја
Насеље је 13. маја 2012. посјетио патријарх српски Иринеј и служио свету архијерејску литургију приликом освећења манастира Светог Саве. Насеље су овом приликом посјетили епископ западно-амерички Максим Васиљевић, епископ банатски Никанор Богуновић, епископ милешевски Филарет Мићевић, епископ будимљанско-никшићки Јоаникије Мићовић, епископ захумско-херцеговачки Григорије Дурић, Атанасије Јефтић, књижевник Матија Бећковић и други. У насељу је овом приликом патријарх српски Иринеј одликовао манастирског ктитора Миодрага Давидовића Орденом Светог Саве. Овом догађају је присуствовало више хиљада вјерника.

## Култура
На подручју насеља на локацији Орловина, односно под Орловином налази се манастир Српске православне цркве посвећен Светом Сави. Ктитор манастира је привредник Миодраг Дака Давидовић, који је рођен у овом насељу.

## Демографија
У насељу Боботово Гробље живи 56 пунолетних становника, а просечна старост становништва износи 40,3 година (37,4 код мушкараца и 43,3 код жена). У насељу има 16 домаћинстава, а просечан број чланова по домаћинству је 4,63.
Ово насеље је углавном насељено Србима (према попису из 2003. године).
|  |

| Демографија | Демографија | Демографија |
| Година      | Становника  | Становника  |
| ----------- | ----------- | ----------- |
|             |             |             |
|             |             |             |
|             |             |             |
|             |             |             |
| 1948.       | 120         |             |
| 1953.       | 148         |             |
| 1961.       | 153         |             |
| 1971.       | 113         |             |
| 1981.       | 80          |             |
| 1991.       | 84          | 83          |
| 2003.       | 84          | 74          |
|             |             |             |

| Етнички састав према попису из 2003.‍ | Етнички састав према попису из 2003.‍ | Етнички састав према попису из 2003.‍ | Етнички састав према попису из 2003.‍ | Етнички састав према попису из 2003.‍ |
| ------------------------------------ | ------------------------------------ | ------------------------------------ | ------------------------------------ | ------------------------------------ |
|                                      |                                      |                                      |                                      |                                      |
| Срби                                 | Срби                                 |                                      | 56                                   | 75,67%                               |
| Црногорци                            | Црногорци                            |                                      | 16                                   | 21,62%                               |
| непознато                            | непознато                            |                                      | 0                                    | 0,0%                                 |

| Година пописа     | 1948. | 1953. | 1961. | 1971. | 1981. | 1991. | 2003. |
| ----------------- | ----- | ----- | ----- | ----- | ----- | ----- | ----- |
| Број домаћинстава | 22    | 23    | 27    | 23    | 18    | 18    | 16    |

| Број чланова      | 1  | 2 | 3 | 4 | 5 | 6 | 7 | 8 | 9 | 10 и више | Просек |
| ----------------- | -- | - | - | - | - | - | - | - | - | --------- | ------ |
| Број домаћинстава | 16 | 0 | 2 | 1 | 6 | 1 | 4 | 2 | 0 | 0         | 0      |

| Пол    | Укупно | Неожењен/Неудата | Ожењен/Удата | Удовац/Удовица | Разведен/Разведена | Непознато |
| ------ | ------ | ---------------- | ------------ | -------------- | ------------------ | --------- |
| Мушки  | 32     | 16               | 13           | 3              | 0                  | 0         |
| Женски | 27     | 4                | 14           | 8              | 0                  | 1         |
| УКУПНО | 59     | 20               | 27           | 11             | 0                  | 1         |

| Пол    | Укупно                    | Пољопривреда, лов и шумарство | Рибарство                            | Вађење руде и камена | Прерађивачка индустрија       |
| ------ | ------------------------- | ----------------------------- | ------------------------------------ | -------------------- | ----------------------------- |
| Мушки  | 18                        | 11                            | 0                                    | 0                    | 0                             |
| Женски | 1                         | 1                             | 0                                    | 0                    | 0                             |
| УКУПНО | 19                        | 12                            | 0                                    | 0                    | 0                             |
| Пол    | Производња и снабдевање   | Грађевинарство                | Трговина                             | Хотели и ресторани   | Саобраћај, складиштење и везе |
| Мушки  | 0                         | 1                             | 0                                    | 0                    | 0                             |
| Женски | 0                         | 0                             | 0                                    | 0                    | 0                             |
| УКУПНО | 0                         | 1                             | 0                                    | 0                    | 0                             |
| Пол    | Финансијско посредовање   | Некретнине                    | Државна управа и одбрана             | Образовање           | Здравствени и социјални рад   |
| Мушки  | 0                         | 0                             | 3                                    | 2                    | 0                             |
| Женски | 0                         | 0                             | 0                                    | 0                    | 0                             |
| УКУПНО | 0                         | 0                             | 3                                    | 2                    | 0                             |
| Пол    | Остале услужне активности | Приватна домаћинства          | Екстериторијалне организације и тела | Непознато            | Непознато                     |
| Мушки  | 0                         | 0                             | 0                                    | 1                    | 1                             |
| Женски | 0                         | 0                             | 0                                    | 0                    | 0                             |
| УКУПНО | 0                         | 0                             | 0                                    | 1                    | 1                             |